# Lachei
Als Lachei (tschechisch: Lašsko) bezeichnete man ein Gebiet Nordmährens und des westlichsten Teschener Schlesiens an der Ostravice.

## Lage
Die Lachei ist verortet an der schlesischen Grenze im Bezirk Mistek, nördlich der Mährischen Walachei, im zwischen Troppauer und Teschener Schlesien eingekeilten Ausläufer Mährens, hinter der Mährischen Pforte, wo die sudetendeutsche Landschaft Kuhländchen lag, dessen Gebiet ist heute oft in die Lachei eingerechnet.
Die wichtigsten Herrschaften waren ein mit dem Sitz in der Burg Hukvaldy und die schlesische Minderherrschaft Friedek. Dort lagen zum Beispiel Frankstadt, Freiberg, Braunsberg und Mährisch Ostrau, und auf der schlesischen Seite der Ostravice die wichtigste Stadt Frýdek.

## Lachen

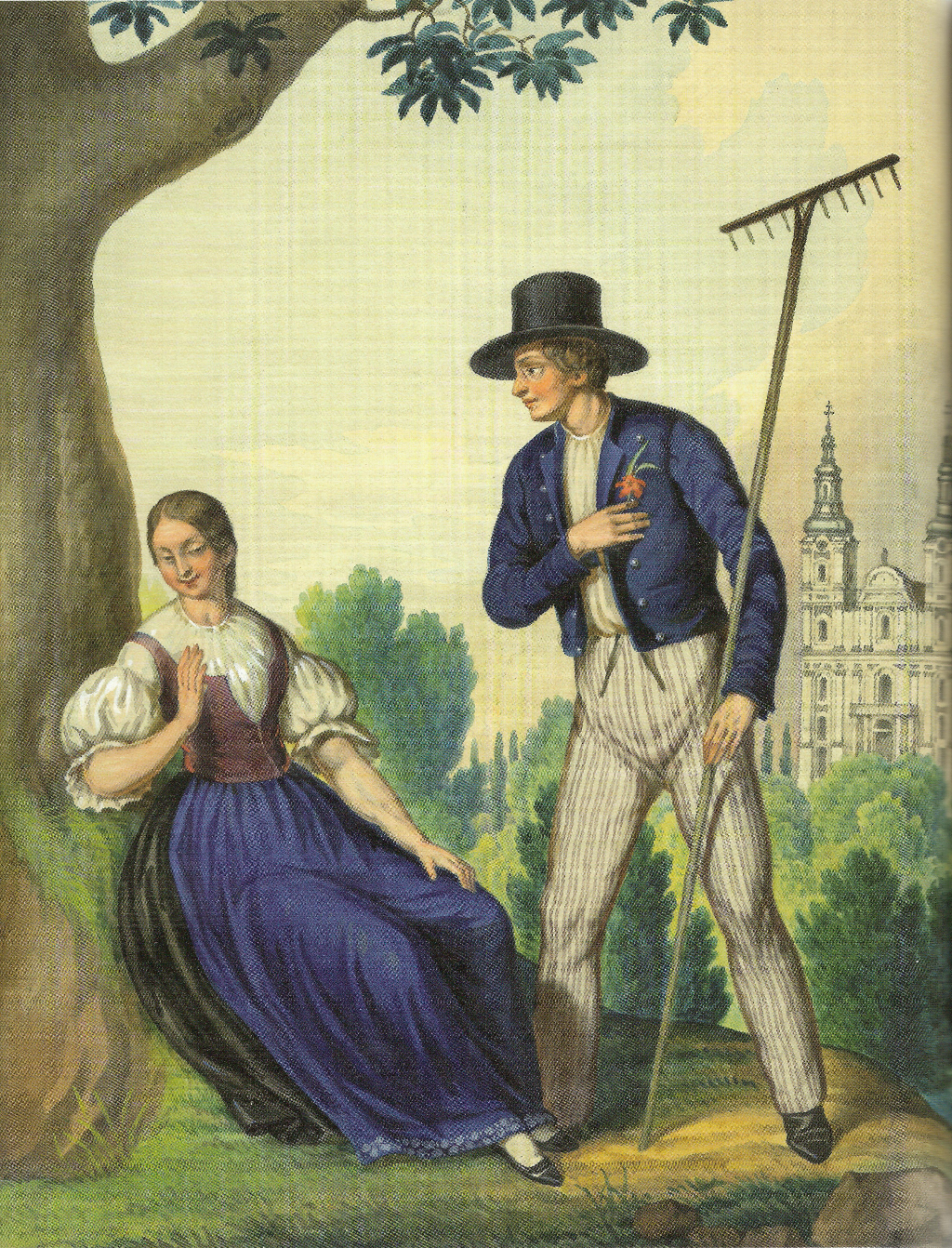
Lachische Bauern bei Friedek mit der Basilika Mariä Heimsuchung im Hintergrund – ein Aquarell aus dem Jahr 1846 von Henryk Jastrzembski

Die Bewohner der Lachei nannten sich Lachen (oder wurden so von Walachen bzw. Goralen zunächst verspottet), tschechisch Laši, zuweilen wurden sie auch als Wasserpolaken, wie die Sprecher der Teschener Mundarten oder Oberschlesier bezeichnet. Gesprochen wird Lachisch.
Der Name der Lachen ist auch außerhalb der mährischen Lachei verbreitet, z. B. im polnischen Karpatenvorland und Kleinpolen für die Übergangsvolksgruppen zwischen den Goralen im Süden und den Volksgruppen der Flachländer im Norden, wie auch im Gebiet der polnisch-schlesischen Teschener Mundarten nordwestlich der Teschener Walachen, oder für die polnisch-oberschlesische Bevölkerung südwestlich von Wodzisław Śląski. In Kleinpolen wurde dieser Name oft als mit der bis heute in der Ukraine benutzten Bezeichnung für Polen verbunden erläutert. In der walachischen Kolonisation siedelten sich aus dem Osten entlang der Karpaten die ostslawischsprachigen Lemken bis zur Umgebung von Nowy Sącz an, mit denen sich diese Bezeichnung verbreitete; dieser Kolonisation folgte jedoch weiter westlich durch die westslawischsprachigen Goralen bis in die Mährische Walachei und so könnte die Bezeichnung auch für die nicht walachische bzw. goralische Bevölkerung unterhalb der Berge weiterhin benutzt worden sein.

## Söhne und Töchter der Region
Leoš Janáček war der größte Popularisator der Landschaft in Tschechien, der 1889/1890 Lachische Tänze (Lašské tance) orchestrierte. Sigmund Freud wurde im Jahr 1856 in Freiberg als ein Sohn einer aus Galizien eingewanderten jüdischen Familie geboren. Sein Altersgenosse in Freiberg war Berthold Bretholz.
Aus dem Gebiet stammte der legendenumwobene Räuber und Volksheld Ondraszek, der Erwin Goj, einen Schriftsteller, Dichter, Literaturübersetzer, Philologen und Erschaffer der literarischen lachischen Sprache zur Wahl seines literarischen Pseudonyms Óndra Łysohorsky inspirierte.